# Jean-Baptiste Giray
Jean-Baptiste Giray, né le 13 octobre 1866 à Jarcieu (Isère) et décédé le 18 juillet 1931 à Nivolas-Vermelle (Isère), est un homme politique français.

## Biographie
Ouvrier cordonnier et militant socialiste, il devient cafetier, ce qui lui assure une notoriété qui lui permet d'être élu député de l'Isère, sous l'étiquette « républicain socialiste » en 1914. Battu de justesse en 1919, il ne retrouve pas de siège parlementaire en 1924 et 1928. Il est élu conseiller général en 1922.

## Sources
- « Jean-Baptiste Giray », dans le Dictionnaire des parlementaires français (1889-1940), sous la direction de Jean Jolly, PUF, 1960 [détail de l’édition]